# Bowdoin College
Il Bowdoin College (pronuncia: boʊdɪn), fondato nel 1794, è un liberal arts college
che si trova a Brunswick, cittadina costiera del Maine (nella regione del New England). Il College conta circa 1 900 studenti ed è una scuola mista dal 1971. Dispone di 35 insegnamenti fondamentali e 7 complementari; l'anno accademico è suddiviso in due semestri, ciascuno di quattro corsi; il rapporto studenti-docenti è di 9 a 1.
Brunswick si trova sulle rive della Casco Bay e del fiume Androscoggin, 19 chilometri (12 miglia) a nord di Freeport, 45 chilometri (28 miglia) a nord di Portland, nella Contea di Cumberland (Maine), e 211 chilometri (131 miglia) a nord di Boston (Massachusetts). In aggiunta al suo campus di Brunswick, il Bowdoin gestisce anche 47,8 ettari (118 acri, 478.000 m²) del Coastal Studies Center sulla Orr's Island (o Orrs Island) nella cittadina di Harpswell (sempre nel Maine, poco più di 20 minuti in auto dalla sede di Brunswick) e 81 ettari (200 acri, 809 000 m²) della stazione scientifica sulla Kent Island
nella Baia di Fundy.

## Storia
Il Bowdoin College venne riconosciuto mediante statuto nel 1794 dal governatore Samuel Adams del Massachusetts, di cui il Maine era allora parte e il nome gli fu dato in onore di James Bowdoin, secondo governatore del Massachusetts, il cui figlio James Bowdoin III è stato il primo benefattore donando alla nuova scuola 2 400 ettari di terreno (6 000 acri, 24 km²) sulla Kent Island, la sua ricca biblioteca, la sua collezione d'arte e 5 500 dollari. Al momento della sua fondazione era il college situato più a oriente degli Stati Uniti. In passato chi aveva ricevuto la laurea da un istituto di insegnamento superiore poteva avere riconosciuto lo stesso titolo da un altro istituto. Nel 1806, preoccupati di avere bisogno di altre credenziali, tredici laureati della Harvard accettarono anche il titolo del Bowdoin.
Il Bowdoin affermò il proprio ruolo nel 1820, decennio in cui il Maine è diventato uno Stato indipendente a seguito del Compromesso del Missouri e il College laureò alcuni dei suoi alunni più famosi, tra cui il futuro Presidente degli Stati Uniti Franklin Pierce, nel 1824, e gli scrittori Nathaniel Hawthorne e Henry Wadsworth Longfellow, entrambi iscritti all'associazione "Phi Beta Kappa", nel 1825.
Le connessioni del Bowdoin alla Guerra di secessione americana sono tali da far nascere la battuta che la "guerra iniziò e finì" a Brunswick. Harriet Beecher Stowe "la piccola signora che iniziò questa grande guerra", cominciò a scrivere il suo importante romanzo antischiavista La capanna dello zio Tom nella Bowdoin Appleton's Hall, mentre il marito insegnava nel College e il generale Joshua Chamberlain, alunno e poi professore al Bowdoin, fu incaricato di ricevere in consegna l'Armata Confederata della Virginia Settentrionale (arresasi alle truppe dell'Unione) nel villaggio di Appomattox Court House nel 1865. Chamberlain, decorato con la Medal of Honor, governatore del Maine, Tenente generale del Maine e presidente del Bowdoin, si distinse nella Battaglia di Gettysburg, dove ha condotto il 20th Maine Volunteer Infantry Regiment, nella sua coraggiosa difesa della Little Round Top.

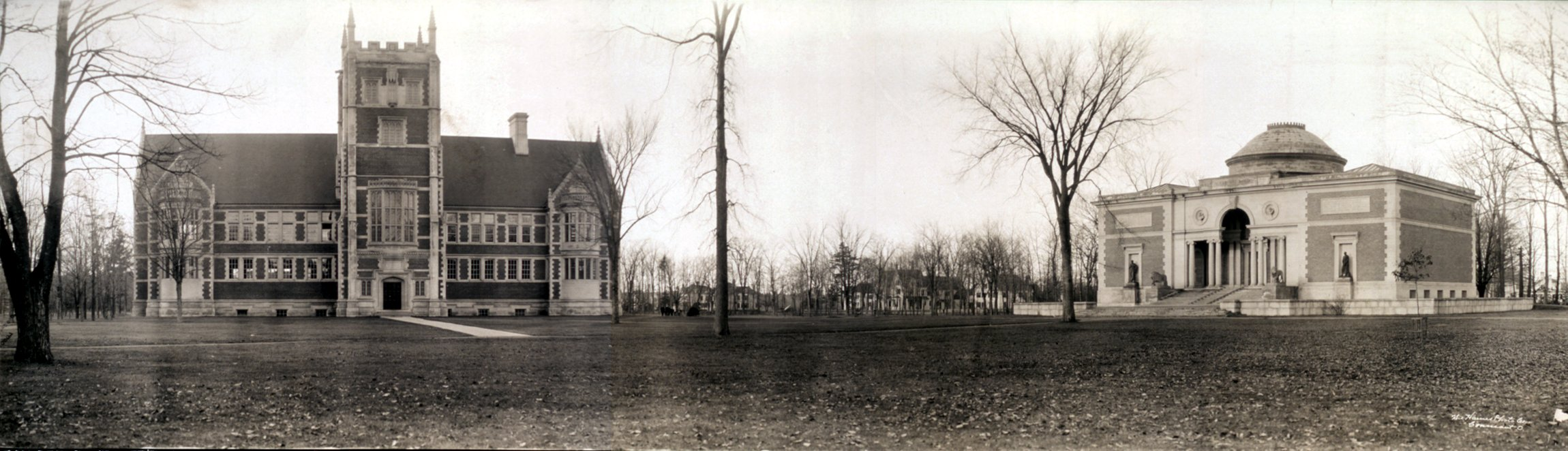
Il campus nel 1910 circa; a sinistra la Hubbard Hall, 1903, progettata da Henry Vaughan, a destra il Walker Art Building, 1894, progettato da Charles McKim Follen.

Ci sono altre connessioni con persone della guerra di secessione, come il Generale Oliver Otis Howard, laureatosi al Bowdoin nel 1850, che condusse il Freedmen's Bureau e in seguito fondò la Howard University e il governatore del Massachusetts John Albion Andrew, laureatosi nel 1837, responsabile della formazione del famoso 54th Massachusetts,
William Pitt Fessenden (laurea nel 1823) e Hugh McCulloch (1827), Segretario del Tesoro durante il governo di Abramo Lincoln. Dopo la guerra, il Bowdoin sostenne di aver partecipato al conflitto con una percentuale più grande di qualsiasi altro college del Nord e non solo per l'Unione. In effetti, anche Jefferson Davis (primo e unico Presidente degli Stati Confederati) ricevette una laurea honoris causa al Bowdoin, quando era Secretary of War nel 1858.
Oltre a Howard e Chamberlain, un alunno del Bowdoin, il terzo che raggiunse il grado di generale nella guerra di secessione: il generale di brigata onorario Ellis Spear, laurea nel 1858, che era vicecomandante di Chamberlain a Gettysburg.
Anche se la Medical School of Maine del Bowdoin chiuse i battenti nel 1920, il College è conosciuto per i suoi corsi particolarmente curati nel campo delle scienze naturali. Un alunno illustre fu il dottor Augustus W. Stinchfield, che conseguì il dottorato in medicina nel 1868 e divenne uno dei cofondatori della Mayo Clinic di Rochester (Minnesota). Gli fu chiesto di unirsi allo studio medico privato dei due fratelli Mayo nel 1892. Nel 1915, i soci dello studio privato di allora confluirono nella Mayo Clinic, struttura non profit.

Forse l'alunno del Bowdoin più noto nel campo delle scienze è il discusso entomologo diventato poi sessuologo Alfred Kinsey, classe 1916. La reputazione del College in questo settore è stata cementata in gran parte dalle esplorazioni artiche dell'ammiraglio Robert Edwin Peary, classe 1877, e da Donald Baxter MacMillan, classe 1898. Peary condusse con successo la prima spedizione al Polo Nord nel 1908 e MacMillan, un membro dell'equipaggio di Peary, divenne poi famoso esplorando la Groenlandia, l'Isola Baffin e il Labrador con lo schooner (imbarcazione simile a una goletta) Bowdoin tra il 1908 e il 1954. Il museo Peary-MacMillan Arctic Museum del Bowdoin onora i due esploratori, e la mascotte del College, l'orso polare, è stato scelto nel 1913 per onorare MacMillan, che ha donato un esemplare particolarmente grosso alla sua alma mater nel 1917 (nella Hyde Plaza del College c'è anche una statua: la "Polar Bear Statue").
Seguendo le orme del presidente Pierce e Thomas Brackett Reed, speaker della Camera, classe 1860, numerosi laureati al Bowdoin del XX secolo hanno assunto posizioni di primo piano nel governo nazionale, in rappresentanza del Maine. Wallace Humphrey White Jr., laureato nel 1899, leader della minoranza al Senato negli anni 1944-1947 e leader della maggioranza al Senato nel periodo 1947-1949; Joseph Finnegan, laurea nel 1923, senatore per Massachusetts, George John Mitchell Jr., laurea nel 1954, leader della maggioranza al Senato tra il 1989 e il 1995 e che poi assunse un ruolo di primo piano nel processo di pace nell'Irlanda del Nord, e William Sebastian Cohen, laurea nel 1962, ha trascorso venticinque anni alla Camera e al Senato, prima di essere nominato Segretario della Difesa nell'amministrazione Clinton. Il primo distretto elettorale del Maine, dove si trova il College, è stato soprannominato "seggio Bowdoin" per la lunga presenza di suoi laureati. Un totale di undici laureati del Bowdoin hanno governato il Maine e tre laureati del College si sono seduti nella corte suprema dello Stato.
Nel corso degli ultimi decenni il Bowdoin College ha subito ammodernamenti vertiginosi. Nel 1970, divenne una delle poche scuole che rese opzionale il SAT (test di ammissione) 
e nel 1971, dopo quasi 180 anni, il Bowdoin ha ammesso la prima classe femminile. Il Bowdoin ha abolito le associazioni studentesche maschili (Fraternity) alla fine del 1990. Queste associazioni permettevano aggregazioni, amicizie, dando un senso di appartenenza ad una comunità; sono state sostituite con le "house system".

### Sviluppi recenti
Gli sviluppi recenti includono la nomina del 2001 di Barry Mills, laurea nel 1972, come quinto presidente ex-alunno del college, e una decisione nel 2002 del corpo insegnante di modificare il sistema di classificazione in modo da ampliare il giudizio da cinque punti (A, B, C, D e F) a 10 aggiungendo il più e il meno (A, A-, B+, B, B-, C+, C, C-, D e F).

Il 18 gennaio 2008, il Bowdoin ha annunciato l'eliminazione dei prestiti per tutti i nuovi studenti in corso e la loro sostituzione con aiuti finanziari e con borse di studio a partire dall'anno accademico 2008-2009. 
Il College si unisce a un gruppo molto ristretto di scuole che hanno scelto di non concedere più prestiti tra i quali l'Università di Harvard, la Yale e l'Università di Princeton, istituzioni tutte con dotazioni finanziarie molto ampie. Il Presidente Mills ha dichiarato: "Alcuni vedono una vocazione in settori di importanza vitale ma spesso mal pagati come l'insegnamento o i lavori sociali. Giunti alla laurea con un debito significativo, alcuni studenti saranno sicuramente costretti a fare scelte professionali o di istruzione, non sulla base dei loro talenti, interessi e speranze in un determinato settore, ma piuttosto sulla loro necessità di rimborsare i prestiti ricevuti quando erano studenti. Come istituzione dedicata al bene comune, il Bowdoin deve considerare la correttezza di un tale risultato". A Marzo 2023, il college ha annunciato la nomina della sua prima Presidente donna, Safa Zaki, entrata in vigore l'1 Luglio 2023.

## Didattica
Bowdoin offre major (corsi di studio principali) in studi africani, antropologia, storia dell'arte, studi asiatici, biochimica, biologia, chimica, studi umanistici, informatica, economia, inglese, studi ambientali, finanza, francese, Gender and Women's Studies, geologia, tedesco, Government and Legal Studies, storia, studi latinoamericani, matematica, musica, neuroscienze, filosofia, fisica e astronomia, psicologia, religione, russo, sociologia, spagnolo e arti visive. Inoltre, il College offre minors (corsi complementari) di danza, scienze dell'educazione, cinematografia, Gay and Lesbian Studies, insegnamento e teatro.

## Studenti

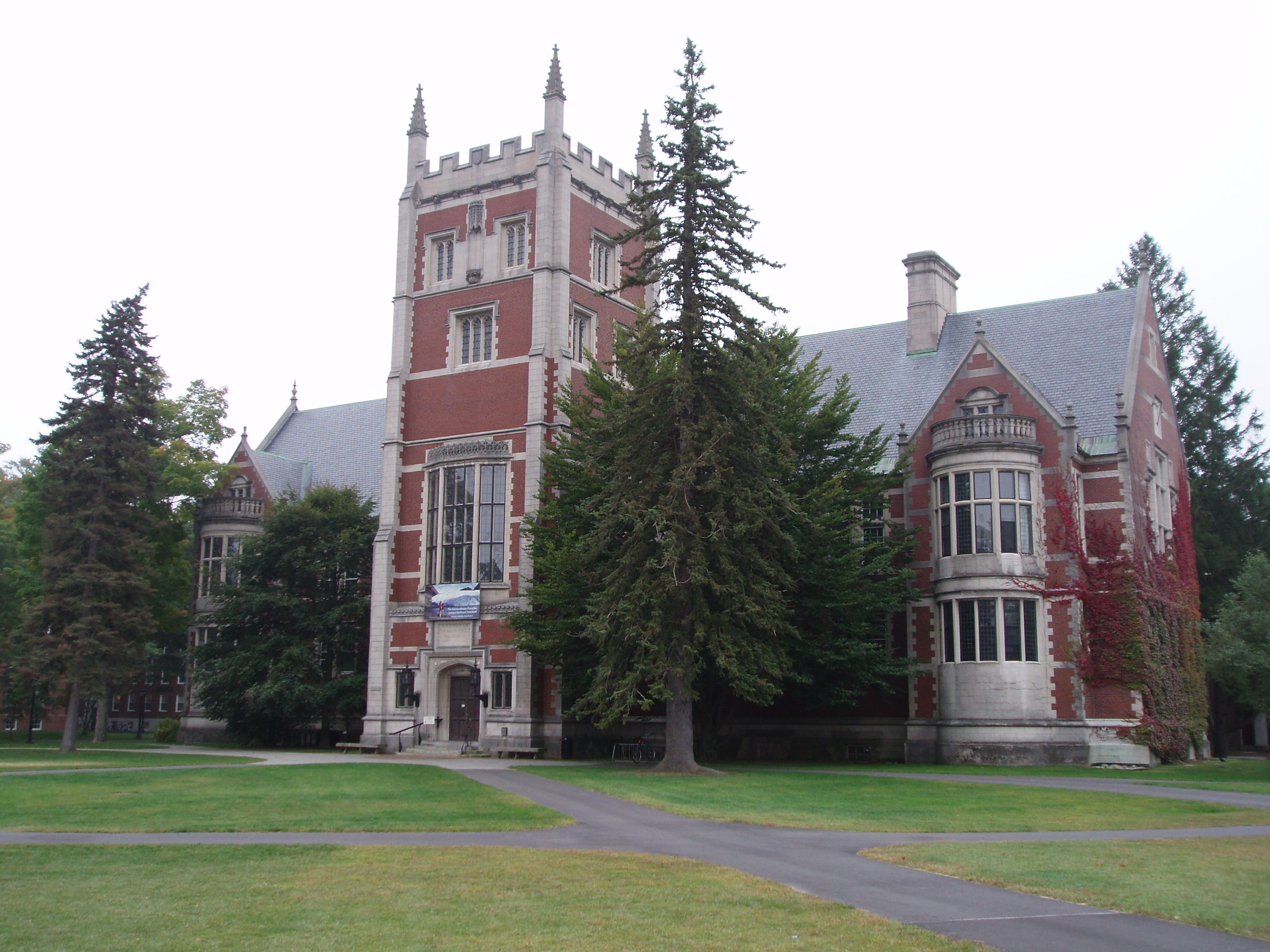
Hubbard Hall, archetipo del Bowdoin, una volta biblioteca del College.

Il tasso di accettazione al Bowdoin si è attestato intorno al 14% tra il 2013 e il 2016, ma è sceso al 7.7% nel 2023, diventando uno dei piccoli college più selettivi degli Stati Uniti. Già nel 2008, The Economist, in un articolo sulle ammissioni universitarie, ha scritto: "Le cosiddette quasi-Ivies, come il Bowdoin e il Middlebury hanno visto anche quest'anno registrare bassi tassi di ammissione (18% ciascuno). Ora è così difficile entrare al Bowdoin, afferma il responsabile delle ammissioni del College, come lo era a Princeton nel 1970". Anche se il Bowdoin non richiede per l'ammissione il test SAT, tutti gli studenti possono sottoporre i voti ottenuti al momento dell'immatricolazione. Il 54% delle matricole che hanno presentato i loro voti conseguiti con il SAT per le sezioni Critical Reading (lettura critica) e matematica avevano punteggi di 670-760 e 670-780 rispettivamente.
Il Bowdoin accetta regolarmente il 30-40 per cento di matricole con i suoi due programmi early decision.
Mentre una parte significativa degli studenti proviene dal New England - tra cui quasi il 25% dal Massachusetts e il 10% dal Maine - di recente è aumentato il numero di iscritti provenienti da tutta la nazione. Anche se una volta il Bowdoin aveva una reputazione di omogeneità etnica, le campagne a favore dell'integrazione hanno portato la percentuale di studenti di colore nelle classi recenti a oltre il 42%.
In realtà, l'ammissione delle minoranze risale al 1826 almeno per quanto riguarda John Brown Russwurm, primo afroamericano laureato al Bowdoin e il terzo afroamericano laureato in un college americano.
Cumberland County, nel Maine, è tra le 100 contee degli Stati Uniti, con la percentuale più grande di residenti ebrei. Gli studenti stranieri ammontavano all'11% degli applicanti ammessi nel 2022.

## Vita studentesca
Ricordando i suoi giorni al Bowdoin in una recente intervista, il professor Richard E. Morgan, laureato nel College nel 1959, descriveva la vita di studenti tutti maschi nella scuola di allora come "monastica" e raccontava che "le uniche cose da fare erano o lavorare o bere". (Fatto confermato dalla The Official Preppy Handbook nel 1980 per quanto riguarda il consumo di bevande alcoliche). Secondo Morgan il College offre una gamma molto più ampia di opportunità ricreative: "Se allora avessimo potuto vedere gli standard di vita del Bowdoin di oggi saremmo rimasti sbalorditi".
Il College dispone di due mense principali, una delle quali è stata rinnovata alla fine del 1990 ed ogni anno accademico inizia con aragosta al forno davanti a Farley Fieldhouse.
In seguito alla soppressione delle Greek fraternities alla fine del 1990, il Bowdoin è passato a un sistema in cui gli studenti in ingresso vengono assegnati a una casa (college house) connessa con il loro dormitorio del primo anno.
Mentre in origine le "college house" erano sei, a seguito della costruzione di due nuovi dormitori, se ne sono aggiunte due dall'autunno 2007, portando il totale a otto: Ladd House (associato con la Osher Hall), Baxter House (West Hall), Quinby House (Appleton Hall), MacMillan House (Coleman Hall), Howell House (Hyde Hall), Helmreich House (Maine Hall), Reed House (Moore Hall) e Burnett House (Winthrop Hall). Le college houses sono edifici costruiti nel campus, che ospitano ricevimenti ed altri eventi durante tutto l'anno. Gli studenti che scelgono di non vivere nelle loro case di affiliazione, ne conservano l'appartenenza e ne sono considerati membri in tutta la loro carriera al Bowdoin. Prima che il sistema delle fraternity fosse abolito nel 1990, tutte quelle presenti al Bowdoin erano miste (ad eccezione di una sorority e di due fraternity solo maschili non riconosciute).
La sezione nel Bowdoin della "Phi Beta Kappa", che è stata fondata nel 1825, è la sesta più antica della nazione. Tra coloro che furono inseriti nel Maine Alpha chapter come studenti vi sono: Nathaniel Hawthorne (1825), Henry Wadsworth Longfellow (1825), Robert Edwin Peary (1877), Owen Brewster (1909), Harold Hitz Burton (1909), Paul Douglas (1913), Alfred Kinsey (1916), Thomas R. Pickering (1953) e Lawrence B. Lindsey (1976).

## Organizzazioni studentesche

### Media e pubblicazioni
Il giornale studentesco del Bowdoin, The Bowdoin Orient, è la più antica pubblicazione settimanale di un college negli Stati Uniti.
Il periodico è stato definito il secondo miglior tabloid settimanale di college dalla "Collegiate Associated Press" nel convegno del marzo 2007. 
Inoltre la rivista letteraria della scuola, The Quill (la penna), viene pubblicata dal 1897.

La stazione radio del College, la WBOR (91,1 FM), è in funzione dal 1951.

Nel 1999 è stata realizzata la Bowdoin Cable Network, una televisione via cavo; trasmette un telegiornale settimanale e diversi studenti vi collaborano realizzando spettacoli semestrali.

### A cappella
Dei sei gruppi a cappella del campus, i Meddiebempsters e i Longfellows sono composti solo da maschi, le Miscellania sono tutte donne; i BOKA e gli Ursus Verses sono misti. I Meddiebempsters, il più anziano dei sei gruppi a cappella del Bowdoin e terzo gruppo a cappella più vecchio della nazione, era noto dopo la seconda guerra mondiale per i numerosi spettacoli USO (United Service Organizations) in Europa.

### Altre attività
Il più numeroso gruppo studentesco del campus è il Club Outing, che pratica canoa, kayak, rafting, campeggio ed escursioni in tutto il Maine. Una delle due storiche società letterarie della scuola, la Peucinian Society, recentemente rilanciata, era composta da persone come Henry Wadsworth Longfellow e Joshua Lawrence Chamberlain tra i suoi primi membri.

## Il campus
I musei nel campus del Bowdoin includono:
- Bowdoin College Museum of Art. Incluso nel National Register of Historic Places, comprende le collezioni artistiche donate da James Bowdoin III (1752 – 1811) statista e filantropo ed ha sede nel Walker Art Building dal 1894. Rinnovato prima nel 1974 e poi nel 2007 dallo studio di architetti Machado and Silvetti Associates, rifacendo l'ingresso al museo ma mantenendo intatto lo storico edificio originale.[38][39]
- Joshua L. Chamberlain Museum, abitazione per 50 anni di Joshua Lawrence Chamberlain, generale protagonista della Guerra di secessione, docente e poi direttore del College. Il museo, in stile Greek Revival, si trova all'angolo tra la Maine Street e la Potter Street.[40]
- Peary-MacMillan Arctic Museum. Staccato di poche centinaia di metri dal campus in Federal Street (National Register of Historic Places numero 66000091). Era l'abitazione di Harriet Beecher Stowe, a favore del movimento antischiavista e autrice del romanzo La capanna dello zio Tom.[41]

Edifici degni di nota includono il Massachusetts Hall, l'Hubbard Hall, la Parker Cleaveland House e la Harriet Beecher Stowe House.

## Attività sportive

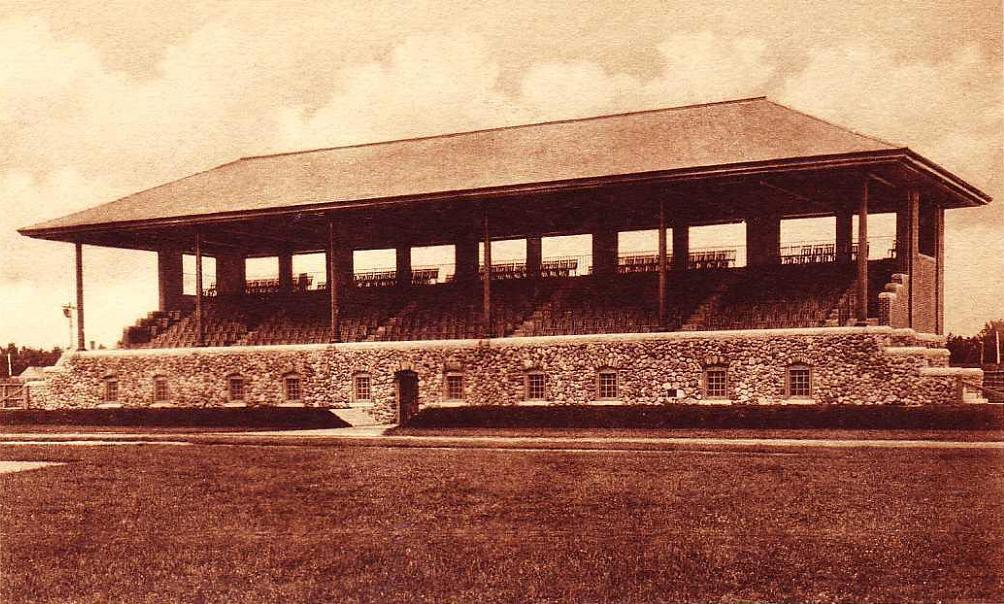
La tribuna Hubbard nel 1912, costruita nel 1904 al Whittier Field

I Bowdoin Polar Bears competono nella NCAA Division III New England Small College Athletic Conference (NESCAC), che comprende anche l'Amherst College, il Connecticut College, l'Hamilton College, il Middlebury College, il Trinity College (Connecticut), la Tufts University, la Wesleyan University, il Williams College e i rivali del Maine Bates College e Colby College nel Colby - Bates - Bowdoin Consortium (CBB). Il colore ufficiale del college è il bianco anche se il nero è tradizionalmente impiegato come complemento.
Il Bowdoin dispone di trenta squadre, comprese quelle di baseball, pallacanestro, cross country, football, hockey su ghiaccio, lacrosse, sci nordico, vela, calcio, squash, nuoto e subacquea, tennis, atletica leggera e squadre femminili di hockey su prato, golf, hockey su ghiaccio, lacrosse, sci nordico, vela, calcio, softball, squash, nuoto e immersioni, tennis, atletica, pallavolo e rugby. L'hockey su ghiaccio maschile è lo sport più popolare, con centinaia di studenti messi in campo nelle partite contro il grande rivale Colby College. Nel 2004, il Bowdoin è stato il secondo college negli Stati Uniti a mettere in campo una squadra di rugby femminile. Anche se tecnicamente matura, la squadra di rugby femminile compete nel New England Rugby Football Union (NERFU), piuttosto che nel NESCAC.

La squadra di vela, che compete nel New England Intercollegiate Sailing Association (NEISA) è mista. Ci sono anche squadre che competono con altri college e squadre di club maschili e femminili di scherma, maschili e femminili di canottaggio, maschili di rugby, pallanuoto, pallavolo maschile, maschile e femminile di ultimate. Nei recenti campionati NESCAC erano rappresentati tennis maschile (2008), sci di fondo maschile (2001, 2002), pallacanestro femminile (2001-2007), hockey su ghiaccio femminile (2002, 2004) e hockey su prato femminile (2001, 2005, 2006, 2007); recenti apparizioni sono nel torneo di pallacanestro femminile NCAA (Elite Eight, 2002, 2003, 2005, 2006, 2007; Final Four, 2004), rugby maschile (Sweet Sixteen, 2001), hockey su ghiaccio femminile (Final Four, 2002, 2003; Elite Eight, 2004, 2005) e hockey su prato femminile (Final Four, 2005, 2006). Il Bowdoin College ha vinto due campionati NCAA nella Division III entrambi di hockey femminile; nel 2007, sconfiggendo il Middlebury College nelle finali e, nel 2008, sconfiggendo la Tufts University.

### Impianti sportivi
- La Sidney J. Watson Arena (dal nome di un noto allenatore del College), una bella arena per hockey su ghiaccio, vicina alla Farley Field House, con posti per 1 900 spettatori. Nel giugno 2007 ha ottenuto la certificazione LEED.[43]
- Il Buck Center for Health and Fitness, l'impianto, realizzato con il contributo dell'ex-allievo Peter Buck, è stato aperto il 22 settembre 2009. Tra l'altro consta di un muro di 12 metri per climbing e spazi per meditazione, yoga e Taijiquan. (anch'esso certificato LEED)[44]
- Il campo di football Whittier Field con la tribuna Hubbard. Può ospitare 9 000 spettatori. Dispone di pista coperta di sei corsie per l'atletica. Il Whittier Field, che deve il suo nome a Frank Nathaniel Whitter laureatosi al College nel 1885, fu costruito nel 1902. La tribuna Hubbard è dedicata al generale Thomas H. Hubbard, laureatosi al Bowdoin nel 1857; fu completata nel 1904. L'installazione di oltre 4 000 m² è stata rinnovata nel 2005 con il contributo della Nike che ha voluto onorare il maratoneta, alunno del College Joan Benoit Samuelson.[45][46]
- La Leroy Greason Pool è una moderna piscina dotata di 16 corsie (di 25 iarde, circa 23 metri). Deve il suo nome al 12º presidente del College. Dotata di trampolino da 1 e 3 metri, può ospitare 1 000 spettatori.[47]
- Il Lubin Family Squash Center, che dispone di sette campi con pareti mobili.[48]
- Altre strutture sportive: una rimessa per barche a remi, campi di basket più campi da tennis indoor e outdoor, una sala per esercizi con i pesi con otto tapis-roulant a disposizione di tutti gli studenti e docenti, macchine elliptical trainer e un nuovo campo in erba sintetica.

## Sostenibilità ambientale
In accordo con il suo Environmental Mission Statement, il Bowdoin College "cercherà di favorire la tutela ambientale, il riciclaggio dei rifiuti e le altre pratiche sostenibili nelle sue decisioni quotidiane relative alle varie procedure, e tiene conto, nelle operazioni del College, di tutte le misure economiche, ambientali e di interesse sociale.

Tra il 2002 e il 2008, il Bowdoin College ha ridotto le emissioni di anidride carbonica del 40%. Ha realizzato questa riduzione limitando, nel 2003, da #6 a #2 l'uso di petrolio nel suo impianto di riscaldamento, portando nei periodi freddi la temperatura programmata ambientale negli edifici del campus da 22,2 °C e 20 °C (da 72 a 68 gradi gradi Fahrenheit) e aderendo nei lavori di ristrutturazioni ai propri Standard di progettazione ecosostenibile ("Green Design Standards").
Inoltre, il Bowdoin segue un programma "single stream recycling", e il servizio mense ha iniziato il compostaggio dei rifiuti alimentari e dei tovaglioli di carta.

## Alma Mater
L'inno del Bowdoin è "Raise Songs to Bowdoin" (innalza un canto al Bowdoin). Originariamente fu scritta da Kenneth C. M. Sills (laureatosi al Bowdoin nel 1901 e poi 8º presidente del College) e in seguito ampliata nel 1963 da Anthony Antolini che lavorò nel Dipartimento di musica del College. Alla parola "amico" in entrambe le strofe chi la canta dà un pugno in aria (in segno di vittoria).
Raise songs to Bowdoin, praise her fame, (Innalza un canto al Bowdoin, celebra la sua gloria,)
And sound abroad her glorious name; (E grida il suo nome glorioso;)
To Bowdoin, Bowdoin lift your song, (Per il Bowdoin, Bowdoin leva in alto la tua canzone,)
And may the music echo long (E possa la musica risuonare a lungo)
O'er whispering pines and campus fair (Sul mormorio dei pini e il bel campus)
With sturdy might filling the air. (Con vigore riempiamo l'aria.)
Bowdoin, from birth, our nurturer and friend (Bowdoin, dalla nascita, nostro nutrimento e amico)
To thee we pledge our love again, again. (A te promettiamo il nostro amore ancora, ancora.)
 
While now amid thy halls we stay (Mentre ora tra le tue sale stiamo)
And breathe thy spirit day by day, (E respiriamo il tuo spirito giorno per giorno,)
Oh may we thus full worthy be (Oh possiamo quindi essere pienamente degni)
To march in that proud company (Di marciare in tale fiera compagnia)
Of poets, leaders and each one (Di poeti, guide e ciascuno)
Who brings thee fame by deeds well done. (Che porta la tua fama con opere ben fatte.)
Bowdoin, from birth, our nurturer and friend (Bowdoin, dalla nascita, nostro nutrimento e amico)
To thee we pledge our love again, again. (A te promettiamo il nostro amore ancora, ancora.)
Il testo originale della prima strofa era il seguente. Le frasi modificate sono in grassetto.
Rise sons of Bowdoin, praise her fame, (Alzatevi figli del Bowdoin, lodate la sua fama,)
And sing aloud her glorious name; (E cantate ad alta voce il suo nome glorioso;)
To Bowdoin, Bowdoin lift your song, (Per il Bowdoin, Bowdoin leva il alto la tua canzone,)
And may the music echo long (E possa la musica risuonare a lungo)
O'er whispering pines and campus fair (Sul mormorio dei pini e il bel campus)
With sturdy might filling the air. (Con vigore riempiamo l'aria.)
Bowdoin, from birth, the nurturer of men, (Bowdoin, dalla nascita, la guida dell'uomo,)
To thee we pledge our love again, again. (A te promettiamo il nostro amore ancora, ancora.)

## IlCollegenella letteratura e nel cinema
- Fanshawe (1828) - Il romanzo di Nathaniel Hawthorne, pubblicato solo tre anni dopo la sua laurea al Bowdoin, è ambientato in un piccolo college, che ha una evidente somiglianza con la sua alma mater.
- "Morituri Salutamus" (1875) - Henry Wadsworth Longfellow scrisse questa poesia per la sua 50ª riunione di ex-allievi del Bowdoin e la recitò in tale occasione. Un celebre passo ricorda il College: "O voi scene familiari, - voi boschi di pino / che un tempo erano miei e non sono più miei, - / Tu fiume, che ti allarghi attraverso i prati verdi / Verso il vasto mare, così vicino e ancora invisibile, - / Voi saloni, in cui solitudine e riposo / fantasmi di fama, come esalazioni, rosa / E scomparve,- noi che siamo sul punto di morire / Salutiamo, terra e aria e mare e cielo / E il Sole Imperiale, che diffonde / Il suo splendore sovrano su bosco e città".[52]
- L'amante indiana (1950) - Golden Globe; film interpretato da James Stewart, con personaggio di primo piano il generale Oliver O. Howard, laureato al Bowdoin nel 1850.
- M*A*S*H (1968, 1970) - Sia nel romanzo che nella trasposizione cinematografica si racconta che il personaggio Hawkeye Pierce gioca a calcio all'Androscoggin College, una scuola immaginaria basata, si dice, sull'alma mater dell'autore H. Richard Hornberger (come scrittore è conosciuto con il suo pseudonimo: Richard Hooker), laureatosi al Bowdoin nel 1945.
- The Killer Angels (1975) - Il romanzo storico di Michael Shaara, che ha vinto il Premio Pulitzer per la narrativa, si concentra in gran parte sul ruolo svolto dal laureato e professore del Bowdoin Joshua Lawrence Chamberlain nella Battaglia di Gettysburg.
- Glory - Uomini di gloria (1989) - il governatore del Massachusetts John Albion Andrew, laurea al Bowdoin nel 1837, è un personaggio in questo film per avere organizzato il 54º reggimento volontario di fanteria (primo reggimento formato solo da uomini di colore).
- Gettysburg (1993) - In questo film basato su "The Killer Angels", vi è almeno un riferimento a Joshua Lawrence Chamberlain che mise da parte la sua carriera accademica presso il Bowdoin per guidare il 20° Maine, reggimento di fanteria volontaria.
- L'uomo senza volto (1993) - Alcune parti di questo film sono state girate nel campus.
- "The Cider House Rules" (1994) - In questo romanzo, da cui è stato tratto il film omonimo Le regole della casa del sidro, di John Irving un medico ex-studente del Bowtoin aiuta un giovane protetto a diplomarsi al Bowdoin.
- I Soprano (1999) - In un episodio intitolato "College", Tony Soprano e sua figlia Meadow visita il Colby College (dove Tony uccide un ex socio) e il Bowdoin, dove si legge un'iscrizione che, parafrasando Hawthorne, avverte: "nessun uomo, può avere per molto tempo un aspetto esteriore per sé stesso e un altro per gli altri, senza finire disorientato su quale è quello vero".[53] La figlia di Tony è alla fine respinta dal College e finisce per frequentare la Columbia University. L'episodio non è stato girato nel campus del Bowdoin, ma alla Drew University nel New Jersey.
- Qui, dove batte il cuore (2000) - Il personaggio principale in questo film si innamora di un ex-studente del Bowdoin. Il film, che ha una scena girata nel College, è basato sul romanzo omonimo ("Where the Heart Is") di Billie Letts.
- "Gods and Generals" (2003) - Il film, basato su un romanzo storico con lo stesso nome, è un prequel di "Gettysburg".
- Kinsey (film) (2004) - Film biografico sul sessuologo Alfred Kinsey, classe 1916, comprende una scena in cui suo padre si oppone alla sua decisione di trasferirsi al Bowdoin.
- The Aviator (2004) - Owen Brewster, laurea al Bowdoin nel 1909, e senatore americano ha un ruolo importante in questo film, biografia di Howard Hughes.
- Grey's Anatomy (2008) - Il Dr. Derek Shepherd (soprannome "McDreamy") è laureato al Bowdoin (Episodi di Grey's Anatomy (prima stagione)).
- Catamount, A North Country Thriller (2008) - Un thriller che si svolge nel North Country, regione del New Hampshire. Due pescatori da diporto, che cadono vittime di un puma, erano compagni di stanza al Bowdoin. Il romanzo è stato scritto da Rick Davidson, classe 1969.
- Mad Men (2009) - Nell'episodio "Wee Small Hours", della terza stagione, una t-shirt del Bowdoin è indossata dal personaggio di Suzanne Farrell.
- Atypical  (2017) - Il personaggio di Paige Hardaway (Jenna Boyd), fidanzata del protagonista Sam Gardner (Keir Gilchrist) si iscrive al Bowdoin per poi decidere di lasciarlo in seguito a diverse problematiche legate all’ambiente scolaresco.

## Presidenti
- Joseph McKeen (1802-1807)
- Jesse Appleton (1809-1819)
- William Allen (1820-1839)
- Leonard Woods (1839-1866)
- Samuel Harris (1867-1871)
- Joshua Lawrence Chamberlain (1871-1883)
- William Hyde DeWitt (1885-1917)
- Kenneth C.M. Sills (1918-1952)
- James S. Coles (1952-1967)
- Roger Howell Jr. (1969-1978)
- Willard F. Enteman (1978-1980)
- A. LeRoy Greason (1981-1990)
- Robert Hazard Edwards (1990-2000)
- Barry Mills (2001-2015)
- Clayton Rose (2015-oggi)